# Зюльковський Ілля Леонідович
Ілля́ Леоні́дович Зюлько́вський — солдат Збройних сил України.

## З життєпису
2000 року вступив до Кам'янець-Подільського Військового ліцею. Працював на різних видах робіт. Захоплюється ковальським ремеслом.
На фронті воювали Ілля та брат Роман. Ілля — в складі 81-ї бригади, важко поранений, переніс кілька операцій, втратив око. По тому батько переніс важкий інсульт.

## Нагороди
За особисту мужність і високий професіоналізм, виявлені у захисті державного суверенітету та територіальної цілісності України, вірність військовій присязі, відзначений — нагороджений
- орденом «За мужність» III ступеня (31.7.2015).